# XXXIV Festival Internacional de Cinema Fantàstic de Catalunya
La XXXIV edició del Sitges Festival Internacional de Cinema de Catalunya (abans, Festival Internacional de Cinema Fantàstic de Sitges) es va organitzar del 4 al 13 d'octubre de 2001. Fou la primera edició del festival dirigida per Àngel Sala. Es crea la secció Orient Express per apropar-nos al cinema asiàtic. També es van dedicar dues retrospectives, "Delicatessen", dedicada al cinema fantàstic francès, i una altra al fals documental.
Fou inaugurat amb la projecció de Fantasmes de Mart. Es van exhibir 27 pel·lícules de la secció fantàstic (22 en concurs), 12 de la Secció Gran Angular (que només oferirà un premi) i es concedirà el premi Màquina del Temps a Peter Greenaway. La pel·lícula de clausura fou The Hole.

## Pel·lícules projectades

### Secció oficial Fantàstic
- Avalon de Mamoru Oshii
- Batoru Rowaiaru (Battle Royale) de Kinji Fukasaku
- La biblia negra de David Pujol
- Christmas Carol: The Movie de Jimmy T. Murakami
- Dagon, la secta del mar de Stuart Gordon
- Dead Creatures d'Andrew Parkinson
- Donnie Darko de Richard Kelly
- Faust 5.0 d'Isidro Ortiz, Àlex Ollé, Carlus Padrissa [4]
- The Hole de Nick Hamm
- Inugami de Masato Harada
- Jeepers Creepers de Victor Salva
- Kairo (Pulse) de Kiyoshi Kurosawa
- Sleepwalker de Johannes Pinter
- Mulholland Drive de David Lynch (fora de competició)[5]
- No Such Thing de Hal Hartley
- Sessió 9 de Brad Anderson
- Trouble Every Day de Claire Denis
- Vidocq de Pitof
- Bimil de Park Ki-hyung
- Det okända de Michael Hjorth
- Fantasmes de Mart de John Carpenter
- The Bunker de Rob Green
- Satorare de Katsuyuki Motohiro
- Un jeu d'enfants de Laurent Tuel
- The Nine Lives of Tomas Katz de Ben Hopkins
- Revelation de Stuart Urban
- El pacte dels llops de Christophe Gans [6]

### Secció oficial Gran Angular
- Address Unknown de Kim Ki-duk
- El creient de Henry Bean
- Un crime au Paradis de Jean Becker
- La maledicció de l'escorpí de Jade de Woody Allen
- L'experiment d'Oliver Hirschbiegel [7]
- Fulltime Killer de Johnnie To i Wai Ka-fai
- Ghost World de Terry Zwigoff
- Jay and Silent Bob Strike Back de Kevin Smith
- El jurament de Sean Penn
- Tangled de Jay Lowi

### Secció Orient Express
- Dead or Alive 2: Birds de Takashi Miike
- The Duel d'Andrew Lau
- Gojoe de Gakuryū Ishii
- The Legend of Gingko de Park Je-Hyun
- Paradise Villa de Park Jong-won
- Scoutman de Masato Ishioka
- Shiki-Jitsu (Ritual) de Hideaki Anno
- Crocodile de Kim Ki-duk
- Wild Animals de Kim Ki-duk
- Paran daemun (Birdcage Inn), de Kim Ki-duk
- Real Fiction de Kim Ki-duk

### Seven Chances
- Amigogima de José María Nunes
- Distance de Hirokazu Koreeda
- Lan Yu de Stanley Kwan
- Lisa Picard Is Famous de Griffin Dunne
- Operai, contadini de Straub-Huillet
- Otesánek de Jan Švankmajer
- Vies d'Alain Cavalier

### Anima't
- Metropolis de Rintaro
- Millennium Actress de Satoshi Kon
- Mutant Aliens Bill Plympton
- Escaflowne de Kazuki Akane
- Hōhokekyo tonari no Yamada-kun (My Neighbors the Yamadas) de Isao Takahata

Simultàniament es van fer retrospectives als Germans Quay i al 25è aniversari d'Aardman Animations, i es van fer homenatges a Lotte Reiniger, Faith Hubley i a William Hanna. També es va passar en sessió especial Akira de Katsuhiro Otomo.

## Jurat
El jurat internacional estava format per Mark A. Altman, Ramsey Campbell, Jordi Costa Vila, Mapi Galán, Fernando Guillén, Mikel Olaziregi i Floria Sigismondi.

## Premis
Els premis d'aquesta edició foren:
| Categoria                                  | Premiat                                          | Treball          |
| ------------------------------------------ | ------------------------------------------------ | ---------------- |
| Premi al millor director                   | Brad Anderson                                    | Sessió 9         |
| Premi a la millor pel·lícula               | Vidocq                                           | Pitof            |
| Menció especial a la pel·lícula            | Shadow of the Vampire                            | E. Elias Merhige |
| Premi a la millor actriu                   | Yūki Amami                                       | Inugami          |
| Premi al millor actor                      | Eduard Fernández                                 | Faust 5.0        |
| Premi al millor guió                       | Richard Kelly                                    | Donnie Darko     |
| Premi a la millor fotografia               | Grzegorz Kędzierski                              | Avalon           |
| Premi al millor banda sonora               | Bruno Coulais                                    | Vidocq           |
| Premi als millors efectes especials        | Pitof                                            | Vidocq           |
| Premi al millor make-up                    | Pitof                                            | Vidocq           |
| Premi al millor Curtmetratge               | Francisco Javier Gutiérrez                       | Brasil           |
| Premi al millor Curtmetratge               | Germans Quay                                     | In absentia      |
| Premi al millor director de curtmetratge   | Xavier de L'Hermuzière Philippe Grammaticopoulos | Le processus     |
| Premi Orient Express                       | Millennium Actress                               | Satoshi Kon      |
| Premi de la Crítica José Luis Guarner      | Kairo                                            | Kiyoshi Kurosawa |
| Premi al millor curtmetratge d'animació    | Strange Invaders                                 | Cordell Barker   |
| Premi Honorífic Màquina del Temps          | Peter Greenaway                                  |                  |
| Premi Méliès d'argent                      | El pacte dels llops                              | Christophe Gans  |
| Premi Ciutadà Kane a la direcció revelació | Vidocq                                           | Pitof            |
| Premi Gran Angular a la millor pel·lícula  | La maledicció de l'escorpí de Jade               | Woody Allen      |
| Premi Nova Autoria al millor director      | Sergi Rubió Soler                                | Mohamed          |